# Dryobates nuttallii
El carpintero de Nutall o pico de Nutall (Dryobates nuttallii) es una especie de ave piciforme de la familia Picidae autóctona de los bosques tropicales y subtropicales de California y México.